# Ракира
Ракира (исп. Ráquira) — город и муниципалитет в центральной части Колумбии, на территории департамента Бояка. Входит в состав провинции Рикаурте.

## История
Поселение, из которого позднее вырос город, было основано 18 октября 1580 года.

## Географическое положение

Муниципалитет Ракира

Город расположен в западной части департамента, в гористой местности Восточной Кордильеры, на расстоянии приблизительно 28 километров к западу от города Тунха, административного центра департамента. Абсолютная высота — 2170 метров над уровнем моря.
Муниципалитет Ракира граничит на западе с территорией муниципалитета Сан-Мигель-де-Сема, на северо-западе — с муниципалитетом Тинхака, на севере — с муниципалитетом Сутамарчан, на северо-востоке — с муниципалитетом Сачика, на востоке — с муниципалитетом Самака, на юге — с территорией департамента Кундинамарка. Площадь муниципалитета составляет 233 км².

## Население
По данным Национального административного департамента статистики Колумбии, совокупная численность населения города и муниципалитета в 2015 году составляла 13 588 человек.
Динамика численности населения муниципалитета по годам:
| 2005   | 2006   | 2007   | 2008   | 2009   | 2010   | 2011   | 2012   | 2013   | 2014   | 2015   |
| ------ | ------ | ------ | ------ | ------ | ------ | ------ | ------ | ------ | ------ | ------ |
| 12 522 | 12 648 | 12 761 | 12 880 | 12 989 | 13 093 | 13 187 | 13 285 | 13 377 | 13 478 | 13 588 |

Согласно данным переписи 2005 года мужчины составляли 53,1 % от населения Ракиры, женщины — соответственно 46,9 %. В расовом отношении белые и метисы составляли 99,9 % от населения города; негры, мулаты и райсальцы — 0,05 %; индейцы — 0,05 %.
Уровень грамотности среди всего населения составлял 81,6 %.

## Экономика
Основу экономики Ракиры составляет кустарное производство.

45,1 % от общего числа городских и муниципальных предприятий составляют промышленные предприятия, 35,9 % — предприятия торговой сферы, 16,3 % — предприятия сферы обслуживания, 2,7 % — предприятия иных отраслей экономики.